# Emanuele Belardi
Emanuele Belardi (Eboli, 9 oktober 1977) is een Italiaans voormalig voetballer die als doelman speelde. 
Hij begon in 1995 bij Reggina en werd verhuurd aan FC Turris 1944, SSC Napoli, Modena FC en FC Catanzaro.
Hij vervoegde Juventus in 2006 na het Calciopoli-schandaal. Van 2008 tot 2012 speelde Belardi voor Udinese. Daarna speelde hij voor Reginna (2012), AC Cesena (2012-2013), US Grosseto FC (2013) en Pescara (2013/14). In augustus 2014 werd hij in de tweede ronde van de draft voor de Indian Super League gekozen door FC Pune City. In 2015 besloot hij zijn loopbaan bij Reggina.	

## Carrière
| Jaar    | Club          | Klasse | Wedstrijden | Doelp. |
| ------- | ------------- | ------ | ----------- | ------ |
| 1995/96 | Reggina       | B      | 1           | -      |
| 1996/97 | Reggina       | B      | 4           | -      |
| 1997/98 | Turris        | C1     | 18          | -      |
| 1998/99 | Reggina       | B      | 5           | -      |
| 1999/00 | Reggina       | A      | 4           | -      |
| 2000/01 | Reggina       | A      | 1           | -      |
| 2001/02 | Reggina       | B      | 38          | -      |
| 2002/03 | Reggina       | A      | 20          | -      |
| 2003/04 | Reggina       | A      | 30          | -      |
| 2004/05 | Napoli-Modena | C1     | 16          | -      |
| 2005/06 | Catanzaro     | B      | 36          | -      |